# Winifred Moberly

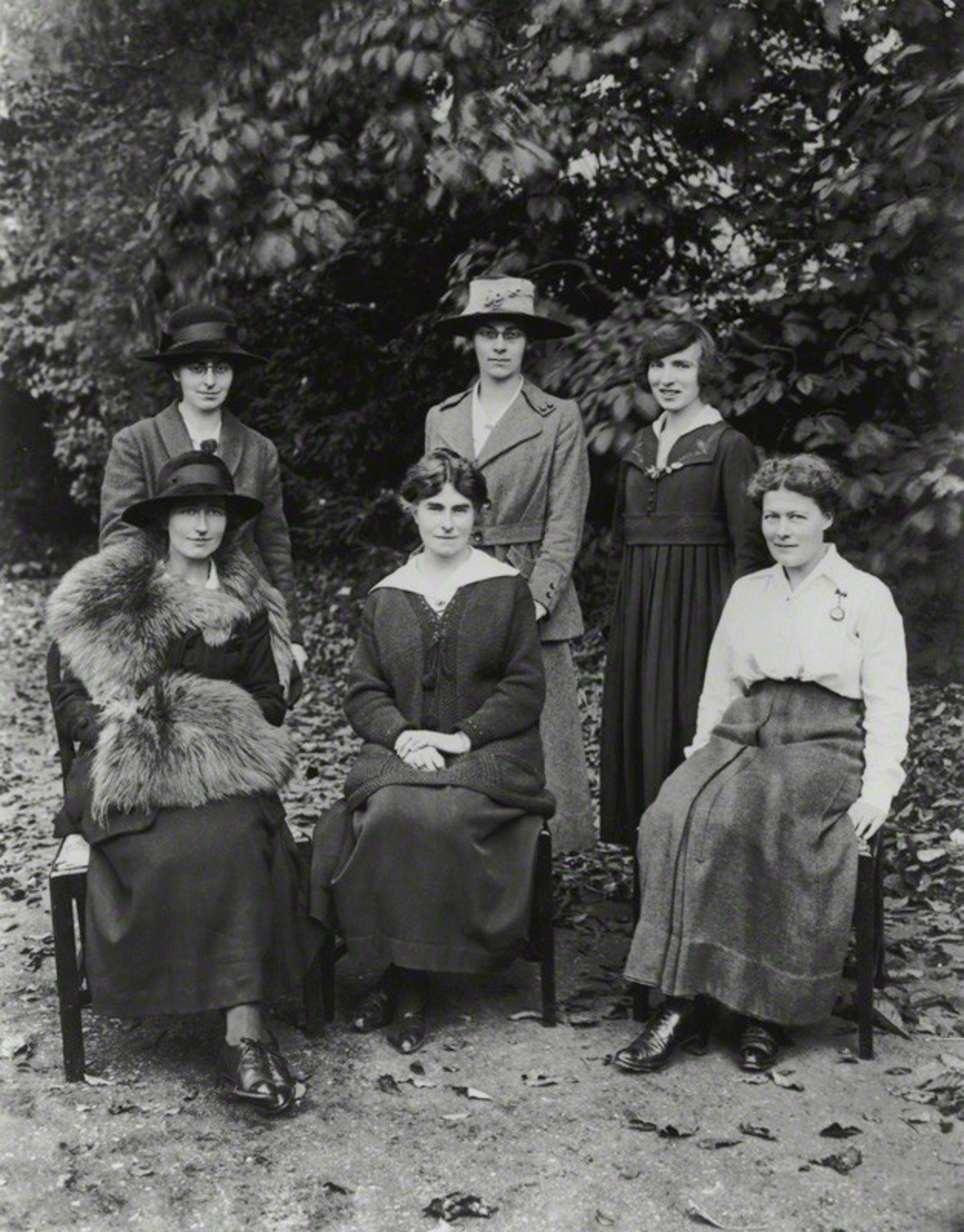
St Hilda's College, Oxford: fila centrale posteriore Ada Elisabetta Levett, storica, scrittrice e docente, poi nominata alla cattedra di storia presso il Westfield College, Università di Londra

Winifred Horsbrugh Moberly (Calcutta, 1º aprile 1875 – Laverstock (Salisbury contea del Wiltshire), 6 aprile 1928) è stata un'insegnante e amministratrice accademica britannica, preside del St Hilda's College di Oxford, dal 1919 al 1928.

## Biografia
Nacque a Calcutta, India britannica il 1º aprile 1875, nona figlia e quarta femmina di Charles Morris Moberly (1837-1897), un ufficiale del Corpo dello staff di Madras e sua moglie Eliza Augusta Dorward (1841-1909), figlia di James Dorward di Tiruchirappalli. Sua sorella maggiore Ethel Charlotte Moberly era sposata con il romanziere britannico di origine russa Fred Whishaw e Winifred li visitò a San Pietroburgo quando era ancora molto giovane.
Fu educata alla Winchester High School, alla Sydenham High School e Lady Margaret Hall, Oxford.

### Carriera
Nel 1915 fu segretaria onoraria della Home Help Society. Questa era stata istituita dal Comitato Centrale per l'Occupazione Femminile per addestrare donne non qualificate, di mezza età e della classe operaia a svolgere compiti domestici per le famiglie povere in cui la madre era inabile a causa, ad esempio, di una malattia. Alla fine del 1915 andò a San Pietroburgo, in Russia, dove, nel ruolo di amministratore, contribuì a creare un'unità di Millicent Fawcett Hospital: un'unità di maternità per il sollievo dei rifugiati polacchi. Mantenne tale ruolo fino all'inizio del 1917.
Nell'ottobre 1917 fu nominata segretaria dell'area della Young Women's Christian Association a Calais. Lì contribuì a creare casette da ricreazione e mense per il Corpo ausiliario dell'esercito femminile. Ricoprì questo ruolo fino al luglio 1918 e le fu assegnata la British War Medal (Medaglia di Guerra Britannica) per questo lavoro.
Morì per insufficienza cardiaca dopo una lunga malattia a Laverstock, nel Wiltshire il 6 aprile 1928.